# YG (reper)
Keenon Jackson (Compton, Kalifornija, SAD, 9. ožujka 1990.), bolje poznat po svom umjetničkom imenu YG (skraćeno od Young Gangsta) je američki reper, tekstopisac i glumac iz Los Angelesa, Kalifornije. Dok je bio mlađi bio je član Comptonske ulične bande Westside Tree Top Pirus. Nakon što je dobio veliki uspjeh na internetu zbog svog miksanog albuma 4Fingaz potpisao je ugovor za diskografsku kuću Def Jam Recordings 2009. godine. Sljedeće godine je odmah objavio svoj debitantski singl "Toot It and Boot It". YG je povezan s pokretom u Kaliforniji koji se zove Jerkin' zajedno s reperom Tydolla$ignom koji pjeva refren u pjesmi "Toot It and Boot It". YG trenutno surađuje s grupom Pu$haz Ink.

## Diskografija

### Albumi

#### Studijski albumi
- Freshman on Campus (2012.)

#### Miksani albumi
- 4Fingaz (2008.)
- The Real 4Fingaz (2010.)
- Just Re'd Up (2011.)
- 4 Hunnid Degreez (2012.)

### Singlovi

#### Kao vodeći izvođač
| Singl                                                                                      | Godina | Završne pozicije na top ljestvicama | Završne pozicije na top ljestvicama | Završne pozicije na top ljestvicama | Album            |
| Singl                                                                                      | Godina | SAD                                 | SAD R&B                             | SAD Rap                             | Album            |
| ------------------------------------------------------------------------------------------ | ------ | ----------------------------------- | ----------------------------------- | ----------------------------------- | ---------------- |
| "Toot It and Boot It" (featuring Tydolla$ign)                                              | 2010.  | 67                                  | 60                                  | 12                                  | The Real 4Fingaz |
| "Patty Cake"                                                                               | 2011.  | —                                   | —                                   | —                                   | The Real 4Fingaz |
| "Snitches Ain't..."                                                                        | 2012.  | 100                                 | —                                   | —                                   | Just Re'd Up     |
| "—" znači da singl nije objavljen u tom području ili da nije dospio na glazbenu ljestvicu. |        |                                     |                                     |                                     |                  |

#### Kao gostujući izvođač
| Singl                                                                                      | Godina | Završne pozicije na top ljestvicama | Album            |
| Singl                                                                                      | Godina | SAD                                 | Album            |
| ------------------------------------------------------------------------------------------ | ------ | ----------------------------------- | ---------------- |
| "Crush on You" (New Boyz featuring YG)                                                     | 2011.  | —                                   | Too Cool to Care |
| "—" znači da singl nije objavljen u tom području ili da nije dospio na glazbenu ljestvicu. |        |                                     |                  |

### Ostale pjesme s top ljestvica
| Pjesma                                                                                     | Godina | Završne pozicije na top ljestvicama | Album        |
| Pjesma                                                                                     | Godina | SAD R&B                             | Album        |
| ------------------------------------------------------------------------------------------ | ------ | ----------------------------------- | ------------ |
| "Up" (featuring LoveRance)                                                                 | 2011.  | 69                                  | Just Re'd Up |
| "—" znači da singl nije objavljen u tom području ili da nije dospio na glazbenu ljestvicu. |        |                                     |              |

## Vanjske poveznice
- Službena stranica  Arhivirana inačica izvorne stranice od 15. kolovoza 2014. (Wayback Machine)
- YG na Allmusicu
- YG na Discogsu
- YG na Billboardu
- YG  Arhivirana inačica izvorne stranice od 17. travnja 2013. (Wayback Machine) na MTV
- YG na Internet Movie Databaseu